# NGC 4654
NGC 4654 is een balkspiraalstelsel in het sterrenbeeld Maagd. Het hemelobject ligt 52 miljoen lichtjaar van de Aarde verwijderd en werd op 12 april 1784 ontdekt door de Duits-Britse astronoom William Herschel.

## Synoniemen
- UGC 7902
- MCG 2-33-4
- ZWG 71.19
- VCC 1987
- IRAS 12414+1324
- PGC 42857